# Budakovac
Budakovac – wieś w Chorwacji, w żupanii virowiticko-podrawskiej, w gminie Gradina. W 2011 roku liczyła 257 mieszkańców.